# Quốc gia cấu thành Vương quốc Liên hiệp Anh và Bắc Ireland
Vương quốc Liên hiệp Anh và Bắc Ireland (United Kingdom of Great Britain and Northern Ireland) được cấu thành từ 4 nước (country) bao gồm: Anh (England), Bắc Ireland, Scotland và Wales. Trước năm 1922, cả hòn đảo Ireland, tức bao gồm lãnh thổ của Cộng hòa Ireland, là một trong những nước thuộc vương quốc này. Khi đó vương quốc có quốc hiệu là "Vương quốc Liên hiệp Anh và Ireland" (United Kingdom of Great Britain and Ireland).
England, Bắc Ireland, Scotland và Wales không được liệt vào danh sách các quốc gia của Tổ chức tiêu chuẩn hóa quốc tế (ISO). Tuy nhiên danh sách ISO về các vùng ở vương quốc Anh được cung cấp bởi tiêu chuẩn Anh đã dùng chữ "country" để mô tả England, Scotland và Wales. Bắc Ireland, ngược lại, được mô tả là một tỉnh (province). Quốc hội của Vương quốc Anh và chính phủ của nước này chịu trách nhiệm về mọi vấn đề về lập pháp và hành pháp, ngoại trừ những lãnh vực mà đã giao cho các quốc hội địa phương (Bắc Ireland, Scotland và Wales). England chịu trách nhiệm hoàn toàn cho quốc hội vương quốc Anh mà tập trung ở London.

## Thống kê
| Tên                                     | Quốc kỳ            | Dân số (Thống kê 2011) | Diện tích (km²) | Mật độ dân số (người/km²) | Thủ phủ   | Ủy quyền cơ quan lập pháp                        | Hệ thống luật pháp                  |
| --------------------------------------- | ------------------ | ---------------------- | --------------- | ------------------------- | --------- | ------------------------------------------------ | ----------------------------------- |
| Anh                                     |                    | 53,012,456             | 130,395         | 406.55                    | Luân Đôn  | Không                                            | Luật Anh                            |
| Scotland                                |                    | 5,295,000              | 78,772          | 67.22                     | Edinburgh | Có                                               | Luật Scotland                       |
| Wales                                   |                    | 3,063,456              | 20,779          | 147.43                    | Cardiff   | Có                                               | Luật Anh và Luật Wales lâm thời     |
| Bắc Ireland                             | (không chính thức) | 1,810,863              | 13,843          | 130.81                    | Belfast   | Có                                               | Luật Bắc Ireland và Irish Land Acts |
| Vương quốc Liên hiệp Anh và Bắc Ireland |                    | 63,181,775             | 243,789         | 259.16                    | Luân Đôn  | Quốc hội Vương quốc Liên hiệp Anh và Bắc Ireland |                                     |